# UTC+5:45
27°43′00″ пн. ш. 85°22′00″ сх. д. / 27.71666667° пн. ш. 85.36666667° сх. д.
UTC+5:45 — часовий пояс, що використовується в Непалі з 1986 року. Раніше в цій країні використовувався часовий пояс UTC+5:40

## Використання

### Постійно протягом року
- Непал

### Як літній час
Зараз не використовується

## Історія використання
Більше час UTC+5:45 ніде не використовувався